# Waldemar Adamczyk
Waldemar Adamczyk (Cracovia, 3 luglio 1969) è un ex calciatore polacco, di ruolo attaccante.